# 湯の峰温泉
湯の峰温泉（ゆのみねおんせん）は、和歌山県田辺市本宮町（旧国紀伊国牟婁郡）湯の峰にある温泉。4世紀頃に熊野の国造、大阿刀足尼によって発見され、後に歴代上皇の熊野御幸によってその名を全国に知らしめた日本最古の湯で、古くから熊野詣の旅人達にとっての湯垢離と休息の場として知られていた。2004年には紀伊山地の霊場と参詣道の構成資産の一部として、温泉としては初の世界遺産にも登録されている。餓鬼阿弥の姿となり死の淵を彷徨う小栗判官が、照手姫の助けで湯に浸かって体を癒した「小栗判官と照手姫伝説」が残る。

## 地理
和歌山県の紀南地方の北東部にある熊野三山の一つ・熊野本宮大社に至る熊野参詣道の一つである中辺路の道沿いに位置している ことから、後述するように古くからしばしば参拝客たちの湯垢離と休息の場として用いられた。中辺路のうち、途中の分岐点から湯の峰温泉に至るまでの区間は「赤木越」、またこの温泉と熊野本宮大社を結ぶ区間の峠道は「大日越」とそれぞれ呼称される。

## 概要
川湯温泉、渡瀬温泉と並ぶ、熊野本宮温泉郷の3つの温泉の1つ。四村川の流れる谷の両岸に、十数軒の旅館が並ぶ温泉街がある。約1800年の歴史を持つ温泉であり、後述の「つぼ湯」は日本最古の共同浴場とも言われている。
湯の峰温泉の源泉は、湯の峰川の河床付近を中心に十数か所分布しており、川底からの温泉輸出に伴う気泡が観察できるほか、「つぼ湯」脇の河床の砂岩の亀裂からも温泉の湧出が認められる。泉質は塩化物・炭酸水素塩・ナトリウムを主成分とする含硫黄の炭酸水素塩泉に分類され、湧出温度は92.5℃、湧出量は全体で885ℓ/分であり、神経痛、リウマチ性疾患、皮膚病、糖尿病などに効能を持つとされる。
温泉街の中心地には公衆浴場、および天然温泉の岩風呂である「つぼ湯」が位置している。「つぼ湯」は一日に七回も湯の色が変化するとの言い伝えがあり、2004年7月には紀伊山地の霊場と参詣道の構成資産の一部として、温泉としては世界で唯一の世界遺産に登録された。
公衆浴場には一般湯、くすり湯、貸切湯、休憩場、温泉くみとり場などがあり、温泉くみとり場では10L100円で温泉水を持ち帰ることもできる。公衆浴場前の川沿いには「湯筒」という熱湯の源泉の自噴口があり、観光客達も卵や野菜を茹でることができる他、近所の土産物店などでも温泉卵や茹で野菜などが販売されている。
この温泉の熱源は、かつては約14-15Maに活動した熊野カルデラに代表される熊野酸性岩類の残熱に求められていたが、のちの研究でこれら岩体は完全に冷却されており、現在は熱水貯蔵層に過ぎないことが示された。2000年代以降は南海トラフから沈み込むフィリピン海プレートのスラブから脱水した高温流体が起源であり熱源とする説が提唱されている。
この地は後述する通り、中世の説経節「小栗判官」において小栗が蘇生を遂げた地とされるため、この温泉の周辺には、餓鬼阿弥となった小栗が湯の峰にやって来るまでに乗っていた車が捨てられたと伝えられる「車塚」、蘇生した小栗が力試しをするために持ち上げた石だとされる「力石」、小栗の髪を結っていた藁を捨てたところに稲が自然に生えて来たという「不蒔の稲」など、伝承にまつわる多くの遺構が現存している。
またこの温泉は、1887年にコバノイシカグマ科のシダであるユノミネシダが日本で初めて発見された地であり、和名はこの温泉の呼称に由来している。生育地は町の公衆浴場の裏手にあり、1928年には同種の北限生育地としてユノミネシダ自生地の名称で国の天然記念物に指定されている。

## 歴史
4世紀ごろに熊野国造の大阿刀足尼によって発見され、後に歴代の上皇による熊野御幸によってその名が広く知られるようになった。古より熊野詣の旅人達はここで湯垢離を行って身を清め、長旅の疲れを癒していたとされる。この温泉には「一遍上人名号碑」或いは「爪書き岩」などと呼ばれる、時宗の開祖である一遍が経文を爪で刻み込んだと伝えられる岩が現在まで残っている。また中世の説経節「小栗判官」においては、餓鬼阿弥の姿となってしまった小栗判官が、この温泉での湯治によって元の姿に戻ったという伝説も残されている。
温泉の中心部には、天台宗の寺院である東光寺が位置している。東光寺の本尊は湯の峰温泉の源泉の周囲に湯の花が積もって薬師如来の形となったものであり、その本尊の胸から温泉が噴出していたことから「湯の胸温泉」と呼ばれていたものが転じて「湯の峰温泉」の名になったとされている。
湯の峰の評判は、平安時代後期の公卿・藤原宗忠の日記『中右記』や、鎌倉時代前期の公卿・広橋頼資日記『頼資卿記』など、熊野詣を行った中世の貴族たちの日記にも記されている。熊野御幸の時代にも、皇族や貴紳がこの地を訪れたが、それらはあくまで休養としてのものである。熊野詣との関連で、湯垢離（ゆごり）による潔斎の場としての地位を獲得するのは、熊野御幸の盛期を過ぎた14世紀頃からであると考えられており、室町時代に入ると旅の疲れを癒す意味もあって参拝前に入浴したという。この時期には、熊野の地で修行に励んだ一遍もこの地を訪れている。
しかし、近世には、西国三十三所の優越とともに、潔斎の場としての意義は薄れ、単なる湯治場としての性格が勝ってくるようになった。また、江戸時代に作成された温泉番付では、「本宮の湯」として勧進元に名を連ねている。名の由来となった湯峯薬師をまつる東光寺、熊野九十九王子のひとつ湯の峰王子が温泉街内に今もある。
1957年（昭和32年）9月27日には厚生省告示第310号により、熊野本宮温泉郷の一部として川湯温泉、渡瀬温泉とともに国民保養温泉地に指定された。2004年（平成16年）7月7日には世界遺産にも認定された。

## 温泉街
中心部には「つぼ湯」、公衆浴場、湯筒を配し、細い川に沿うように南北に13軒（2019年現在）の小規模な宿が点在する。

### 宿
- あずまや（100名）
- 湯の峯荘（80名）
- 伊せや （60名）
- あづまや荘（40名）
- ジェイホッパーズ熊野湯峰ゲストハウス（31名）
- よしのや（20名）
- 瀧よし（20名）
- ゆの里（20名）
- 湯の谷荘（18名）
- やまね（13名）
- くらや（12名）
- あたらしや（10名）
- てるてや（10名）
- わだま（10名）

（以上定員数順）

## 行事
毎年1月8日には、温泉の繁栄と参拝者の諸願成就の祈願や厄払いのために、温泉の湯を献湯する「湯の峰八日薬師祭」が行われる。また毎年9月或いは10月には川湯・渡瀬両温泉との共同で、熊野本宮大社に湯を供える献湯祭を開催している。

## ギャラリー

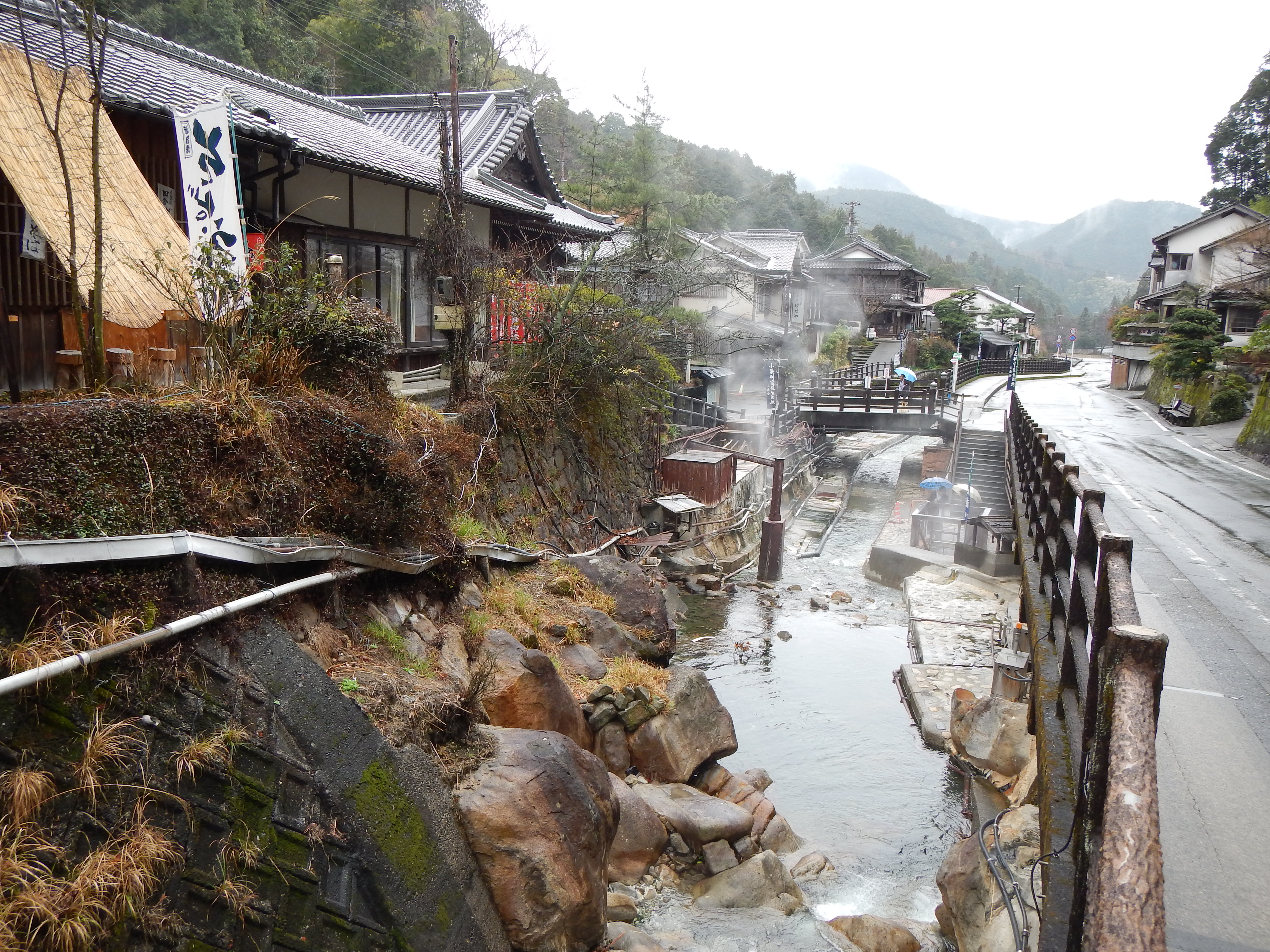
上流側から眺めた温泉街。
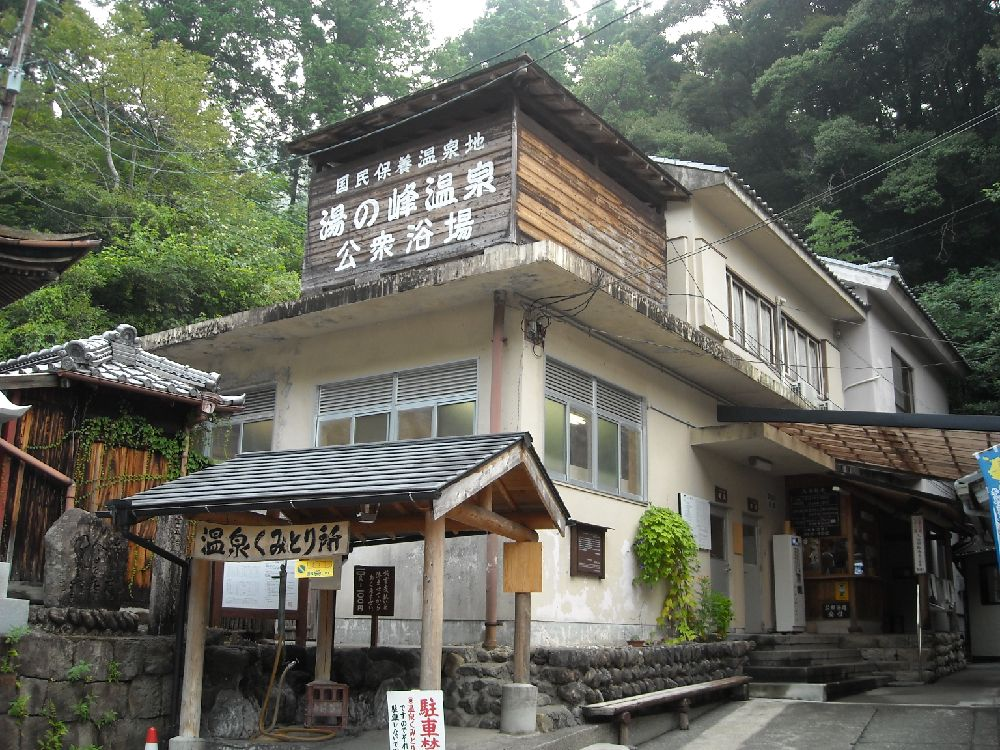
湯の峰温泉の公衆浴場の外観。
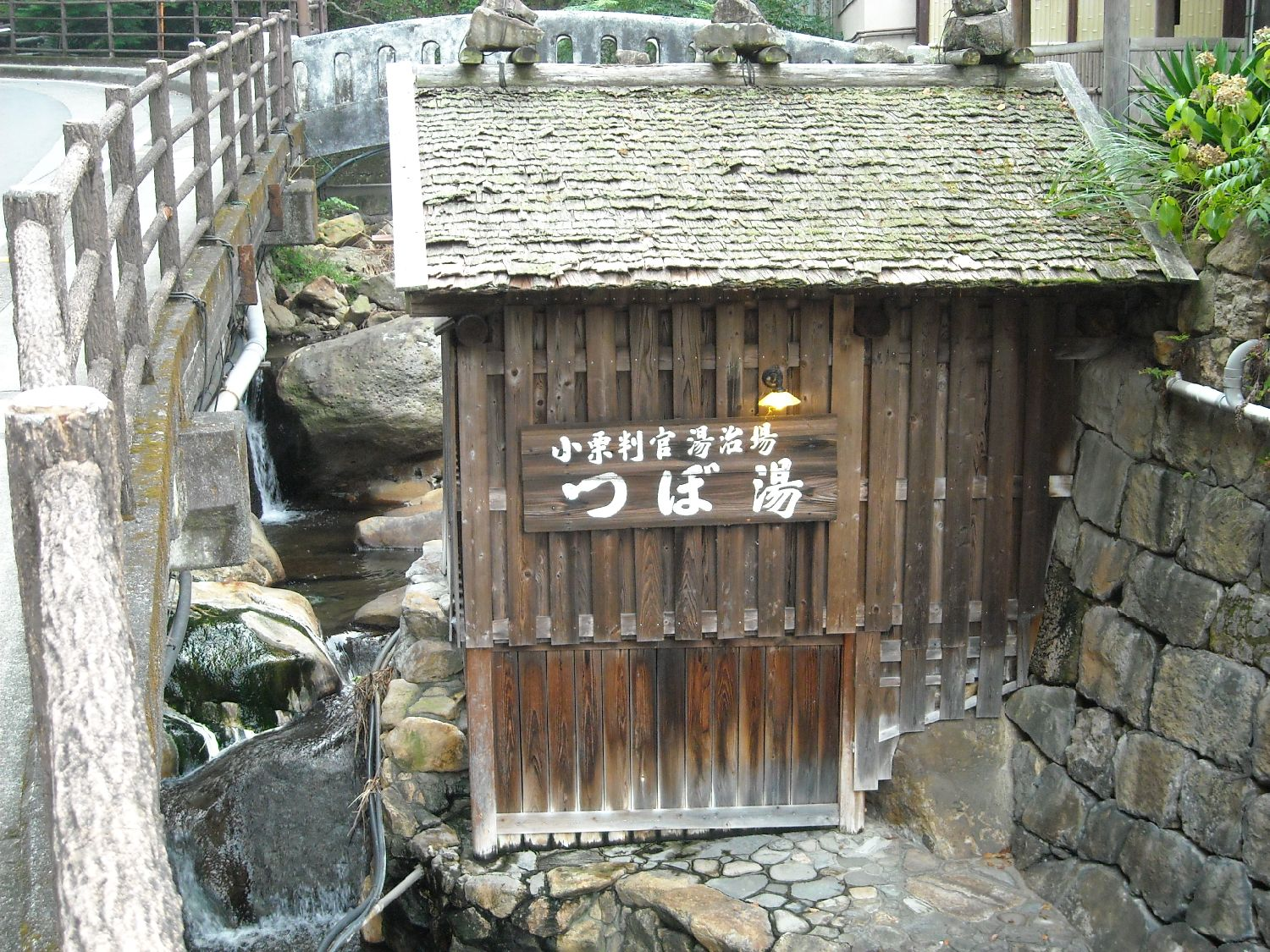
つぼ湯のある小屋の外観。
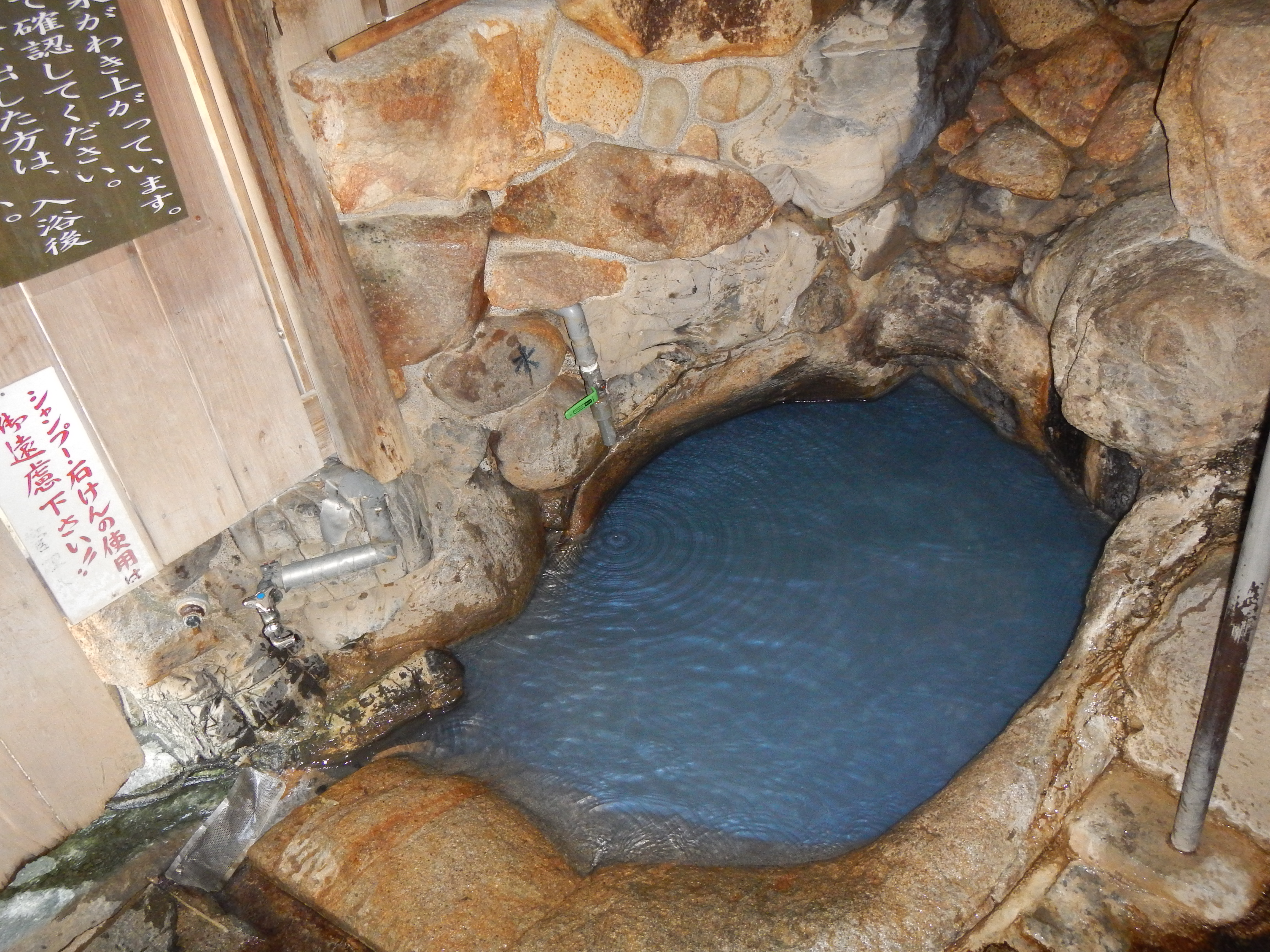
つぼ湯の湯殿。
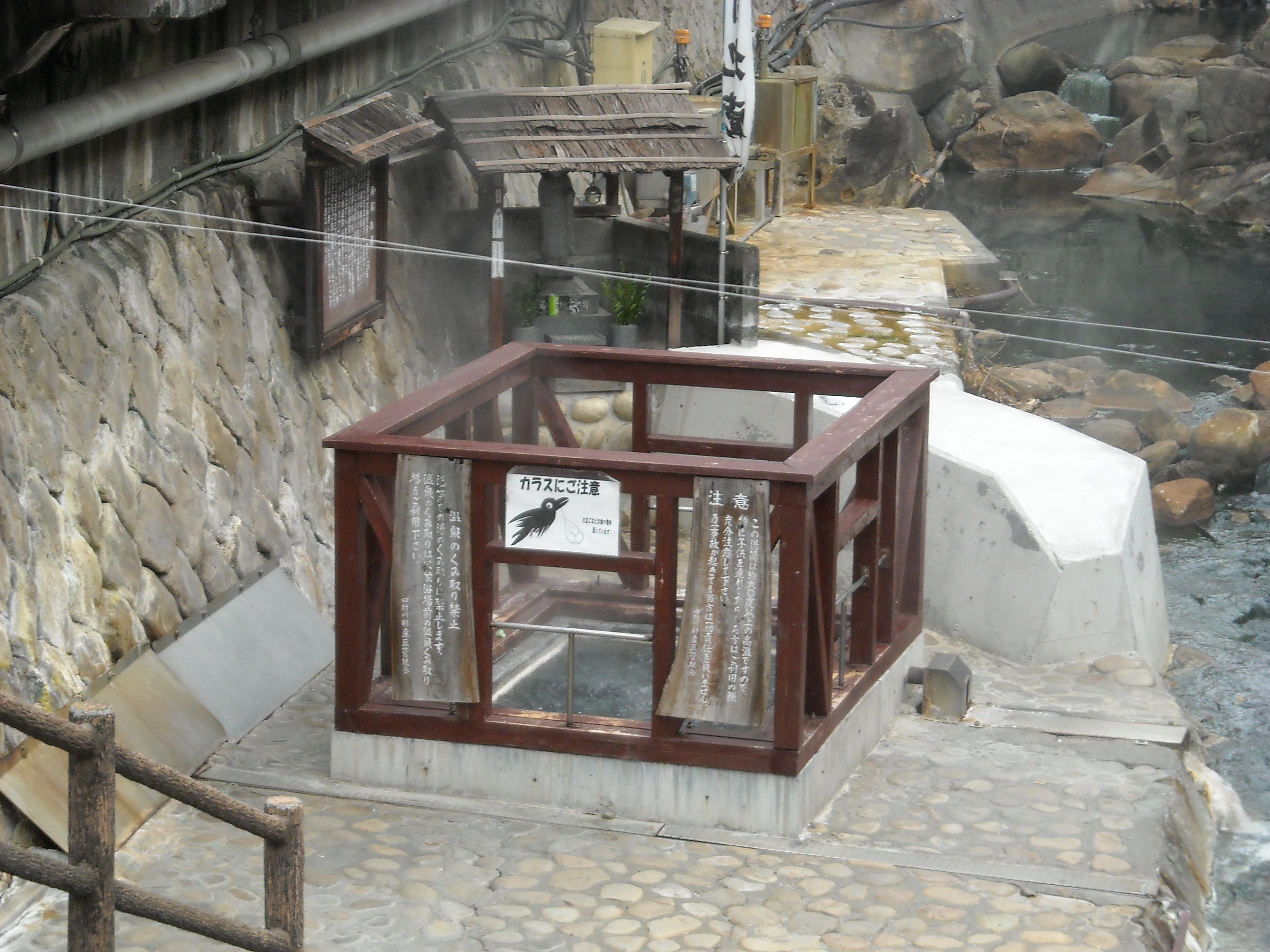
熱湯の源泉の自噴口である「湯筒」。

## 文化財
- つぼ湯 - 文化財保護法に基づく史跡「熊野参詣道」（2000年〈平成12年〉11月2日指定）[40] の一部として、2002年（平成14年）12月19日に追加指定された[40][41]。ユネスコの世界遺産『紀伊山地の霊場と参詣道』（2004年〈平成16年〉7月登録）の一部[42]。
- 磨崖名号碑（伝一遍上人名号石） - 和歌山県指定史跡（1967年〈昭和42年〉4月14日指定）。県道に面した高さは2.8メートル、幅2.4メートルの巨大な岩盤の平滑面を使って、月輪中に阿弥陀三尊の梵字、その下に蓮台にのる六字名号が薬研彫した碑石。制作年代は鎌倉時代と見られる。一遍上人の瓜書遺跡とする伝承があるが断定できない[43]。

## 交通
- 紀勢本線新宮駅より熊野御坊南海バスまたは奈良交通八木新宮特急バスで約60分
- 近鉄大和八木駅より、奈良交通八木新宮特急バス（近鉄高田市駅、近鉄御所駅、JR和歌山線五条駅を経由）、約5時間20分